# (13254) Kekulé
(13254) Kekulé  es un asteroide perteneciente al cinturón de asteroides, descubierto el 26 de julio de 1998 por Eric Walter Elst desde el Observatorio La Silla, en Chile.

## Designación y nombre
Kekulé se designó inicialmente como 1998 OY13.
Más adelante fue nombrado en honor al químico orgánico alemán August Kekulé (1829-1896).

## Características orbitales
Kekulé orbita a una distancia media del Sol de 2,2980 ua, pudiendo acercarse hasta 2,0024 ua y alejarse hasta 2,5937 ua. Tiene una excentricidad de 0,1286 y una inclinación orbital de 6,7345° grados. Emplea en completar una órbita alrededor del Sol 1272 días.

## Características físicas
Su magnitud absoluta es 14,8. Tiene 2,807 km de diámetro. Su albedo se estima en 0,295.